# Les Mécontents

Les Mécontents est un téléfilm français réalisé par Bernard Guillou, diffusé le 8 avril 1972 sur la 3ème chaîne.

## Fiche technique
- Réalisateur : Bernard Guillou
- Scénario : Jacques Grello, d'après Prosper Mérimée
- Dates de diffusion : le 17 avril 1973.
- Durée :

## Distribution
- Anna Gaël : la comtesse des Tournelles
- Marcel Dalio : le comte des Tournelles
- Georges Beller : Edouard de Nangis
- Fernand Berset : le baron de Borredon
- François Dyrek : le marquis des Botterel
- Francis Rousse : Le Vidame
- Georges Beauvilliers : Bertrand
- Danièle Richard : Françoise
- Joe Davray : le valet
- Michel Patre : le jeune homme
- Michel Charrel : le guetteur
- Yvon Crenn et Serge Lanssen : les gendarmes